# 武藤信義
武藤 信義（むとう のぶよし、1868年9月1日（慶応4年7月15日） - 1933年（昭和8年）7月28日）は、日本の陸軍軍人。元帥陸軍大将、正二位勲一等功一級男爵。関東軍司令官兼駐満大使兼関東長官・教育総監・軍事参議官・東京警備司令官等を歴任した。

## 経歴
慶応4年（1868年）、現在の佐賀県杵島郡白石町牛間田に、佐賀藩士・武藤信直の次男として生まれる。兄は喜八。
教師を志して佐賀師範学校に入学するも、失望して中退したのちは陸軍を志して陸軍教導団へ入団する。卒業後、陸軍歩兵二等軍曹（後の伍長に相当する。）に任官。陸軍士官学校を1892年（明治25年）7月23日卒業（3期生）。翌年3月13日に陸軍歩兵少尉に任官。卒業後、歩兵第24連隊小隊長として日清戦争に出征。戦後は陸軍大学校に入校。1899年（明治32年）、第13期の首席の成績を修めて恩賜の軍刀を授けられる。
日露戦争に近衛師団参謀として参戦し、鴨緑江会戦勝利の功により鴨緑江軍参謀に進む。奉天会戦に参加。
日露戦帰還後は、ロシア公使館付武官補佐官、1908年（明治41年）12月21日に参謀本部欧米課長。1911年（明治44年）1月26日に陸軍大佐、1912年（大正元年）12月18日から近衛歩兵第4連隊長、大正4年（1915年）4月10日から参謀本部作戦課長を務める。1916年（大正5年）5月2日陸軍少将、歩兵第23旅団長。1918年（大正7年）7月24日に参謀本部附を命ぜられてハルピン特務機関長。同年11月9日からオムスク特務機関長、シベリア出兵にあっては現地支援した。1919年（大正8年）1月15日参謀本部第1部長、同年7月25日陸軍中将、参謀本部総務部長に移る。
1921年（大正10年）5月5日、第3師団長に親補され、シベリアに赴く。翌年11月24日参謀次長。1925年（大正14年）5月1日に軍事参議官に親補、翌年3月2日から東京警備司令官を兼ねて陸軍大将に親任。同年7月28日に関東軍司令官に就任。1927年（昭和2年）8月26日、教育総監。1932年（昭和7年）5月15日に五・一五事件が起った事により引責辞任、5月26日から軍事参議官に退く。
1932年（昭和7年）8月8日、再び関東軍司令官に就任。満州国駐在特命全権大使と関東長官を兼務して満洲国承認にあたり、9月15日に同国務総理・鄭孝胥との間で日満議定書を調印。満洲国内の治安維持や熱河平定の軍功により、1933年（昭和8年）5月3日に元帥号を賜る。
1933年7月22日に黄疸に罹る。一旦回復したものの、25日に腹膜炎を併発して新京の官邸で倒れ、7月28日午前7時47分薨去。翌29日新京で告別式が行われ、棺は防護巡洋艦平戸に載せられて30日に大連を出発、8月1日に下関に到着した。3日に東京駅に到着し、7日に日比谷公園で葬儀が営まれた。薨去に際し、7月27日付で正二位勲一等旭日桐花大綬章・功一級金鵄勲章が授与された。またこの際、男爵位の授爵を打診されたものの、家族が辞退した事によって8月6日に改めて授爵した。昭和天皇から御沙汰書を賜る。墓所は東京都文京区・護国寺墓地。

## 家族
東京市淀橋区下落合
- 妻 能婦（静岡県士族で、逓信省官吏の戸倉能利長女）明治15年2月生
- 長女 正子 明治43年5月生
- 次女 みさを 大正元年12月生

## エピソード
- 陸軍士官学校候補生第3期の同期には、朝久野勘十郎中将・大野豊四中将や、長谷川好道元帥の嗣子長谷川猪三郎少将らがいる。
- ロシア語が堪能だった武藤は、日露戦争開戦前にウラジオストク偵察に赴き、開戦時は陸軍少佐・近衛師団参謀として出征する。鴨緑江渡河にあたっては、朝鮮服を着用して現地の子供二人を借りるなどして敵地を偵察し、その情報に基づいて渡河計画が立てられた。
- 人格者で知られた武藤は、軍人としての地位も極めたものの、元帥の条件は満たしていないとの声もあった。昭和8年（1933年）に陸軍大将の定年である65歳に達して予備役編入となる筈であった（実際には満65歳に達することなく没している）武藤の元帥推薦に動いたのは、陸軍大臣荒木貞夫であったという。武藤以外に関東軍司令官の適任者がいないことに加えて、武藤・荒木が属する反長州閥（武藤は陸軍の佐賀閥の中心であった[4]）の弱体を懸念してのことであるといわれる。
- 鈴木荘六の後任として参謀総長職を打診されたものの、辞退して後輩の金谷範三に譲ったされる。
- 関東軍司令官・特命全権大使・関東長官を兼務した武藤は、満州における軍事・行政・外交を掌握して「これほど権力を掴んだ者は明治維新以来いない」と評されたという。
- 元帥陸軍大将時に武藤に下賜された元帥刀・元帥徽章は現在も靖国神社にて保存されている。
- 武藤家は男爵位を授けられたものの、武藤没後は女戸主となったため、のちに爵位を返上している[13]。
- 教師を志して入学した佐賀師範学校に対して失望した理由は、在学中にその優秀さを妬んだ教師や他の学生たちによって差別やイジメの被害に遭っていたためである[注釈 3]。師範学校の学生は在学中に軍隊に短期入営する義務があり、武藤も陸軍に短期入営して軍隊の訓練を受けたが、この短期入営中は逆にその優秀さを指導担当の将校・下士官から認められ、また、差別的な扱いやイジメに遭うことも無かったため、努力すれば認めてもらえる軍隊に憧れを抱き、教師の道を捨てて職業軍人への道に鞍替えした。また、本来なら士官学校への入学資格があったが、士官学校ではなく、教導団に入団したのは本人による勘違いによるものであり、武藤本人も当初は士官学校への入学を希望していた（後に教導団を卒団後、士官学校へ進学）。武藤が人格者として知られるのも、師範学校時代の理不尽なイジメ被害経験が関係しているものと考えられている。
- 史上唯一、二等卒（後の二等兵）から大将までの全ての階級を経験し、果ては元帥にまで上り詰めた軍人である。

## 栄典
位階
- 1893年（明治26年）5月10日 - 正八位[14][15]
- 1895年（明治28年）11月15日 - 従七位[14][16]
- 1899年（明治32年）2月20日 - 正七位[14][17]
- 1904年（明治37年）3月22日 - 従六位[14][18]
- 1907年（明治40年）12月27日 - 正六位[14][19]
- 1911年（明治44年）3月20日 - 従五位[14][20]
- 1916年（大正5年）4月10日 - 正五位[14][21]
- 1919年（大正8年）9月10日 - 従四位[14][22]
- 1921年（大正10年）9月30日 - 正四位[14][23]
- 1925年（大正14年）6月1日 - 従三位[14][24]
- 1928年（昭和3年）7月2日 - 正三位[14][25]
- 1933年（昭和8年）
  - 5月15日 - 従二位[14][26]
  - 7月27日 - 正二位[27]

勲章等
- 1895年（明治28年）
  - 10月19日 - 勲六等単光旭日章[14]
  - 11月18日 - 明治二十七八年従軍記章[14]
- 1902年（明治35年）
  - 5月10日 - 明治三十三年従軍記章[14][28]
  - 5月31日 - 勲五等瑞宝章[14]
- 1906年（明治39年）4月1日 - 功三級金鵄勲章・勲四等旭日小綬章・明治三十七八年従軍記章[14]
- 1914年（大正3年）5月16日 - 勲三等瑞宝章[14][29]
- 1915年（大正4年）
  - 11月7日 - 旭日中綬章・大正三四年従軍記章[14][30]
  - 11月10日 - 大礼記念章（大正）[14]
- 1919年（大正8年）9月30日 - 勲二等瑞宝章[14]
- 1920年（大正9年）11月1日 - 勲一等旭日大綬章・功二級金鵄勲章・大正三年乃至九年戦役従軍記章[14][31]
- 1921年（大正10年）7月1日 - 第一回国勢調査記念章[32]
- 1928年（昭和3年）11月10日 - 大礼記念章（昭和）[14]
- 1930年（昭和5年）12月5日 - 帝都復興記念章[33]
- 1933年（昭和8年）
  - 5月3日 - 元帥[14][34]
  - 7月27日 - 男爵[27]・旭日桐花大綬章[27]・ 功一級金鵄勲章

外国勲章佩用允許
- 一等文虎勲章
- 二等聖ゲオルギー勲章（英語版）